# Linia kolejowa nr 440
Linia kolejowa nr 440 – dwutorowa, zelektryfikowana linia kolejowa znaczenia miejscowego łącząca przystanek osobowy Warszawa Służewiec z przystankiem Warszawa Lotnisko Chopina. Cała linia kolejowa nr 440 oraz obydwa przystanki znajdują się w obrębie stacji Warszawa Okęcie.

## Opis
Linia powstała w celu poprawy połączenia komunikacyjnego z Lotniskiem Chopina w Warszawie. Jej budowa rozpoczęła się w listopadzie 2009 i zakończyła w kwietniu 2012. Długość linii wynosi 1990 m, z czego większość (1183 m) znajduje się w położonym 5 m pod ziemią tunelu. Wykonawcą prac było przedsiębiorstwo Bilfinger Berger.